# Толе, Кик
Шарль Анри Мари (Кик) Толе (фр. Charles Henri Marie (Kik) Thole, 5 февраля 1944, Бюссюм, Нидерланды) — нидерландский хоккеист (хоккей на траве), полузащитник.

## Биография
Кик Толе родился 5 февраля 1944 года в нидерландском городе Бюссюм.
Играл в хоккей на траве за «Би Фейр», позже — за «Ларен», в составе которого в 1969 году стал чемпионом Нидерландов.
В 1968 году вошёл в состав сборной Нидерландов по хоккею на траве на Олимпийских играх в Мехико, занявшей 5-е место. Играл на позиции полузащитника, провёл 6 матчей, забил 2 мяча (по одному в ворота сборных Аргентины и Испании).
В 1972 году вошёл в состав сборной Нидерландов по хоккею на траве на Олимпийских играх в Мюнхене, занявшей 4-е место. Играл на позиции полузащитника, провёл 7 матчей, мячей не забивал.
В течение карьеры провёл за сборную Нидерландов 54 матча.
После завершения игровой карьеры руководил страховой компанией.
Был председателем «Ларена» в 1980-х и 1998—2006 годах. Впоследствии был назначен почётным председателем клуба.
Рыцарь ордена Оранских-Нассау.